# Neoromicia somalicus
Neoromicia somalicus es una especie de murciélago de la familia Vespertilionidae.

## Distribución geográfica
Se encuentra en África occidental, central y oriental.